# Preitenegg
Preitenegg osztrák község Karintia Wolfsbergi járásában. 2016 januárjában 957 lakosa volt.

## Elhelyezkedése

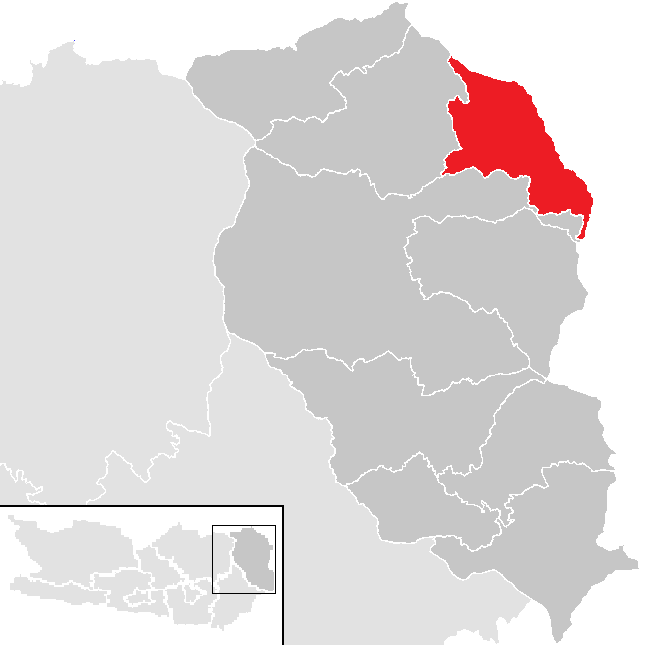
Preitenegg a Wolfsbergi járásban

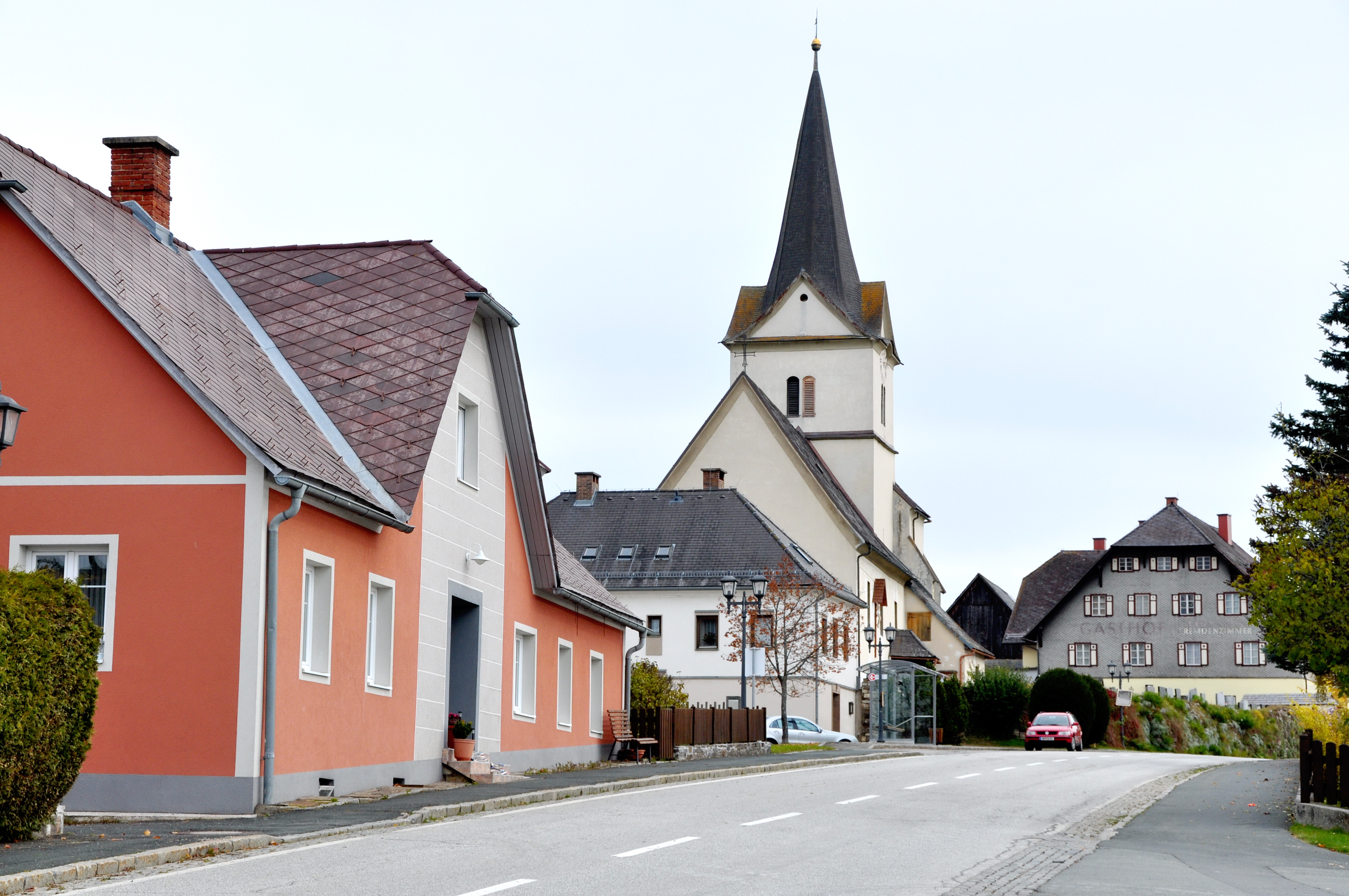
A község központja

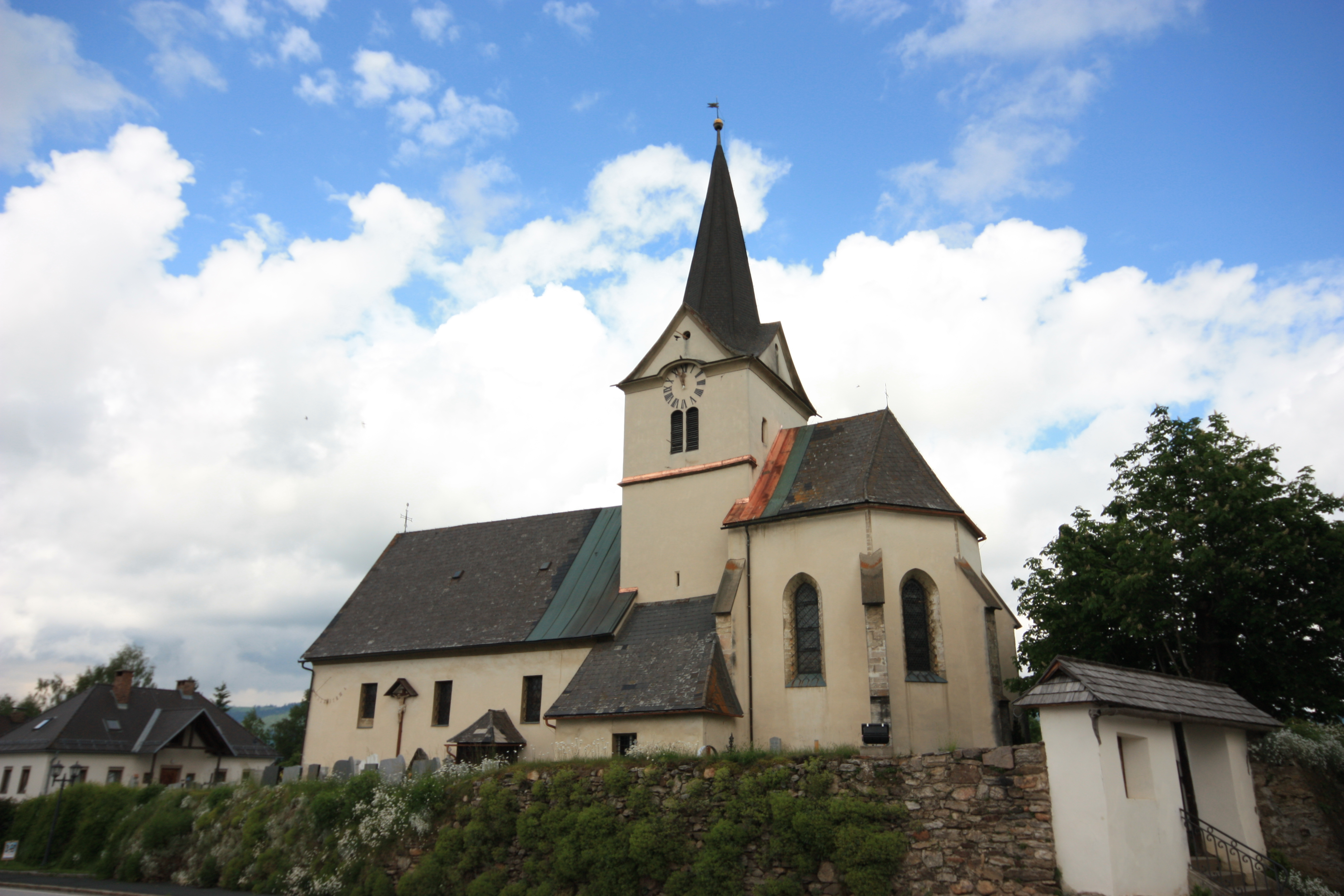
A katolikus templom

Preitenegg Karintia keleti részén helyezkedik el a felső Lavant-völgyben, a Packalpe és Koralpe hegyvonulatok lejtőjén, hegyvidéki környezetben. Területe a következő katasztrális községekből áll: Kleinpreitenegg (59 lakos), Oberauerling (64), Oberpreitenegg (141), Preitenegg (266), Unterauerling (117), Unterpreitenegg (323).
A környező települések: délnyugatra Wolfsberg, nyugatra Bad Sankt Leonhard im Lavanttal, északkeletre Hirschegg-Pack, délkeletre Deutschlandsberg.

## Története
Első említése 1288-ból származik, ekkor a Szt. Miklós templom szerepelt egy oklevélben. A faluban a 15. században jött létre az önálló, a lavanti püspökséghez tartozó egyházközség.
Preitenegg a Pack-hágó mellett fekszik, ezért már a középkorban nagy volt az átmenő forgalma. A Graz és Klagenfurt közötti útvonal itt haladt át és a hágón egészen a 18. századig csak öszvérekkel lehetett átkelni, majd út épült. Az utat 1930 és 1936 között főúttá szélesítették. Miután a 80-as években megépült az A 2 autópálya, a községen áthaladó forgalom jelentősen visszaesett.   

## Lakosság
A preiteneggi önkormányzat területén 2016 januárjában 957 fő élt, ami visszaesést jelent a 2001-es 1129 lakoshoz képest. Akkor a helybeliek 99,1%-a volt osztrák állampolgár. A preiteneggiek 96,9%-a katolikusnak, 1,6% evangélikusnak, 1,3% pedig felekezeten kívülinek vallotta magát. 

## Látnivalók
- a preiteneggi Szt. Miklós plébániatemplom
- a waldensteini templom

## Híres preiteneggiek
- Maria Schell (1926-2005) és testvére, Maximilian Schell (1930–2014) színészek a faluban nőttek fel. Maria itt is halt meg.

## Fordítás
- Ez a szócikk részben vagy egészben  a   Preitenegg című német Wikipédia-szócikk ezen változatának fordításán alapul.  Az eredeti cikk szerkesztőit annak laptörténete sorolja fel. Ez a jelzés csupán a megfogalmazás eredetét és a szerzői jogokat jelzi, nem szolgál a cikkben szereplő információk forrásmegjelöléseként.